# Гёмрюкчю
«Гёмрюкчю» (азерб. Gömrükçü) — азербайджанский женский футбольный клуб из Баку, выступавший в чемпионате Азербайджана. Четырежды чемпион Азербайджана. Команда пять раз участвовала в розыгрышах Кубка УЕФА.

## История
Команда была основана в 2000 году. Президентом клуба являлся Хазар Исаев.
В 2002 году к команде присоединились игроки черниговской «Легенды», которые покинули клуб из-за финансовых проблем. Среди футболисток усиливших азербайджанский клуб были Ирина Зварич, Вера Дятел, Елена Ходырева, Наталья Жданова, Алла Лишафай, Людмила Лемешко, Оксана Пожарская, Татьяна Федосова, Дарья Мильчевская, Галина Иванова, Татьяна Чуланова и Наталья Панасюк.
«Гёмрюкчю» дебютировал в женском Кубке УЕФА во втором по счёту розыгрыше турнира сезона 2002/03. Команда преодолела квалификационный раунд, а в своей группе заняла предпоследнее третье место. Футболистка клуба, украинка Елена Ходырева стала вторым бомбардиром турнира с 8 забитыми мячами. Капитаном команды являлась другая украинка Наталья Жданова. Перед началом следующего еврокубкового сезона команда вновь укрепилось группой украинских футболисток. Азербайджанкский коллектив дошёл до 1/4 финала, где уступил датскому «Брондбю» со счётом (0:12 по сумме двух матчей). Позже, «Гёмрюкчю» ещё трижды участвовал в Кубке УЕФА, однако повторить результат сезона 2003/04 ему не удалось.
Рекордсменом клуба по количеству проведённых матчей в еврокубках является Айгун Гихларова (19 матчей), а лучшим бомбардиром Елена Ходырева (11 голов).
По известным данным «Гёмрюкчю» четырежды становился чемпионом Азербайджана. В 2007 году клуб отказался от участия в турнире. Позже появилась информация, что клуб сменит название и продолжит выступления. В 2008 году «Гёмрюкчю» завоевал серебряные медали чемпионата среди исламских стран, которые состоялись в Тегеране.

## Достижения
- Чемпион Азербайджана (4): 2003, 2004, 2005, 2006

## Главные тренеры
- Абдулгани Нурмамедов (2003—2004)[13]